# Táctica de desbordamiento
La Táctica de desbordamiento, se ha utilizado en guerras como la Primera Guerra Mundial o la primera guerra del Golfo Pérsico. 
La táctica consiste en enviar una gran cantidad de soldados en masa (armados o no) contra las posiciones enemigas. Esta táctica es usualmente usada por países que disponen de una gran cantidad de habitantes aptos para la guerra y poseen poco armamento.
El envío de una gran cantidad de tropas a las posiciones enemigas sin pausa, logrará que estas colapsen, por lo tanto tarde o temprano se rendirán o huirán. Los soldados enviados serán tantos que desbordarán las líneas enemigas, de ahí su nombre. Cuanto más tropas se envíen mejor serán los resultados.

## Posibles bajas
Obviamente, el envío de gran cantidad de hombres, traerá muy posiblemente una exagerada cantidad de bajas (dependiendo de qué tanto estén preparados los enemigos). Esta orden siempre fue cuestionada, debido a su crueldad. Por lo general son tomadas cuando se encuentra en un momento desesperado o en el que no se tiene mucho suministros o armamento.
- Datos: Q21574101